# Зортобе
Зортобе́ (каз. Зортөбе) — село у складі Сариагаського району Туркестанської області Казахстану. Входить до складу Жібекжолинського сільського округу.
У радянські часи село називалося Ворошилово.
Населення — 2216 осіб (2021; 1576 у 2009, 1285 у 1999, 999 у 1989).